# Mitrellatoma
Mitrellatoma is een geslacht van uitgestorven weekdieren uit de klasse van de Gastropoda (slakken). Exemplaren van dit geslacht zijn slechts als fossiel bekend.

## Soort
- Mitrellatoma angustata (Hutton, 1885) †